# Gerhard Geis
Gerhard Geis (* 17. März 1929 in Ludwigshafen am Rhein; † 17. März 2015 in Bad Kreuznach) war ein deutscher Politiker (CDU).

## Leben
Geis besuchte die Volksschule und das humanistische Gymnasium, das er mit dem Volksschulabschluss verließ. Er absolvierte eine Lehre als Mühlenbauer und war im Anschluss als Diözesanleiter beim Bund der Deutschen Katholischen Jugend der Pfalz tätig. Ab 1952 arbeitete er für die Bundesanstalt für Arbeit, zunächst als Berufsberater beim Arbeitsamt in Landau und später im höheren Dienst als Abteilungsleiter für Berufsberatung und Psychologischer Dienst beim Landesarbeitsamt Rheinland-Pfalz-Saarland.
Geis trat 1954 in die CDU ein und war von 1956 bis 1963 Kreisgeschäftsführer der Partei in Landau. Er war ab 1956 Ratsherr in Landau und 20 Jahre lang Mitglied des Kreistages im Landkreis Bad Kreuznach. Dem Rheinland-Pfälzischen Landtag gehörte er vom 1. Oktober 1962, als er für den ausgeschiedenen Abgeordneten Winfried Thirolf nachrückte, bis 1963 an.

## Ehrungen und Auszeichnungen
- Verdienstkreuz am Bande der Bundesrepublik Deutschland
- Freiherr-vom-Stein-Plakette des Landes Rheinland-Pfalz
- Dr.-Johann-Christian-Eberle-Medaille des deutschen Sparkassenwesens
- Verdienstmedaille des DRK-Landesverbandes Rheinland-Pfalz
- Goldenes Ehrenkreuz des Bundes der Deutschen Katholischen Jugend (BDKJ)